# Annet-Antoine Couloumy

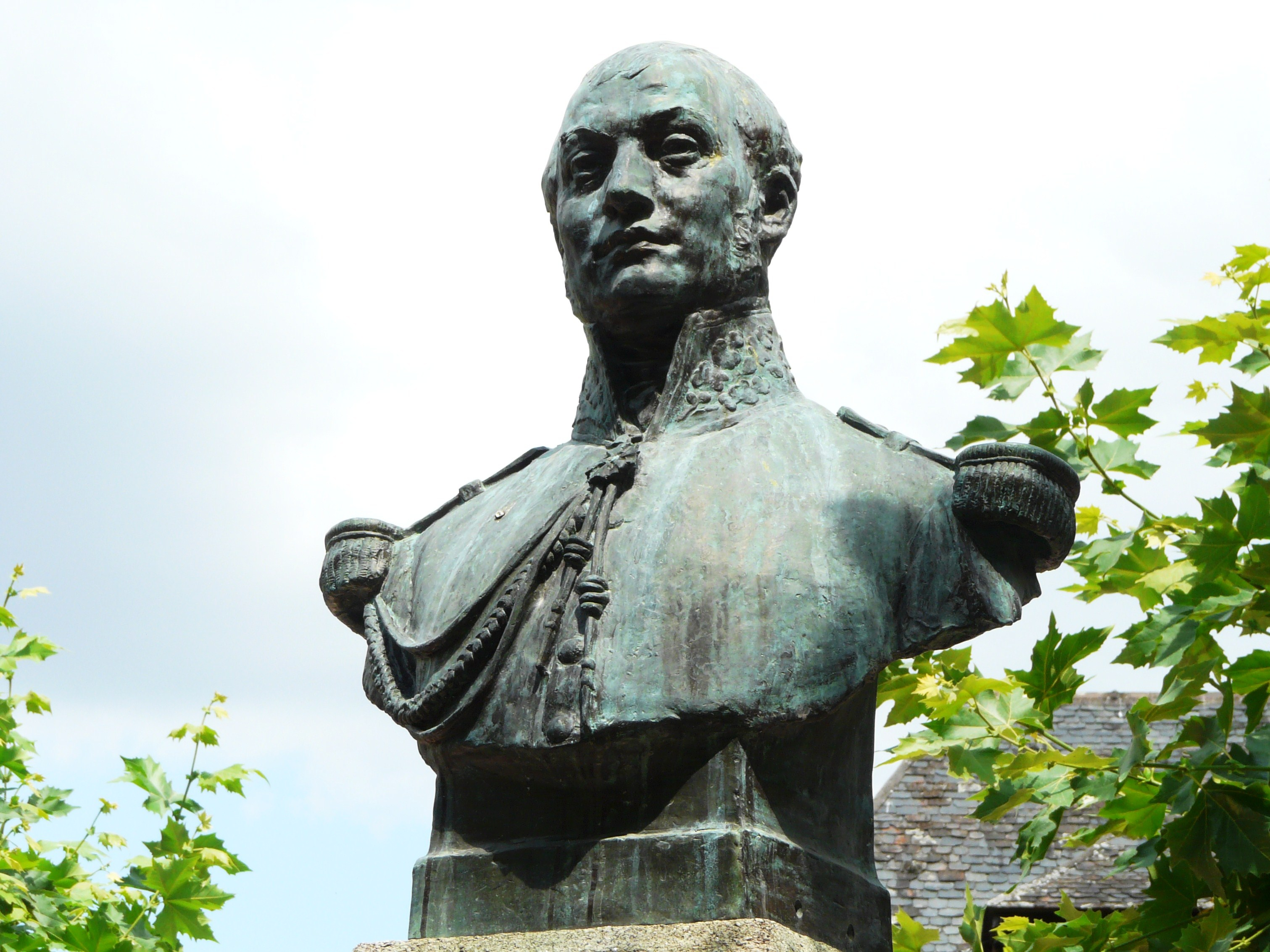
Büste von Annet-Antoine Couloumy in Saint-Pantaléon-de-Larche

Baron Annet-Antoine Couloumy (* 26. August 1770 in Saint-Pantaléon-de-Larche; † 29. Oktober 1813) war Brigadegeneral des Ersten Kaiserreichs in Frankreich. Er starb an den Folgen seiner in der Völkerschlacht bei Leipzig erlittenen Wunden.

## Leben
Couloumy wurde als Sohn von Jean Baptiste Couloumy (um 1715–1785) und Marguerite Teilhard (1736–1784) geboren. Er war verheiratet mit Simone Tresse, mit der er vier Kinder hatte, von denen zwei im Kindesalter verstorben sind. Als Achtzehnjähriger trat er in die französische Armee ein, der er bis zu seinem Tod in Leipzig angehörte. Im Lauf seiner Karriere wurde er mehrfach ausgezeichnet. Am 30. August 1813 wurde er zum Kommandeur der Ehrenlegion ernannt.
Seine Heimatstadt Saint-Pantaléon-de-Larche hat einen Platz nach ihm benannt und ihm dort ein Denkmal errichtet.

### Militärische Karriere
Couloumy trat im Alter von 18 Jahren in die französische Armee ein und wurde 1790 zum Caporal befördert. Er diente zunächst in der Rheinarmee, später in der Armée de Sambre-et-Meuse, wo er 1796 zum Lieutenant befördert wurde. 1798 nahm er als Chef de bataillon an Napoleons Italienfeldzug teil. 1810 nahm er am Krieg gegen Spanien teil, erhielt den Adelstitel Baron de l'Empire und wurde zum Colonel-major befördert. 1813 wurde er Brigadegeneral, nahm in dieser Funktion an Napoleons Campagne gegen Deutschland teil und wurde am 16. Oktober 1813 in der Völkerschlacht bei Leipzig tödlich verletzt. Er starb am 29. Oktober 1813 in Leipzig im Lazarett.